# Білоцерківський Марк Львович
Марк Львович Білоцерківський (Мордух Нухим Левикович) (1892, Чорнобиль — 31 грудня 1937, Орел) — член Української Центральної Ради від нацменшин.

## Біографія
Член Сіоністської соціалістичної партії (ЦСП). В 1913 заарештований за поширення листівок. З 1917 член Української Центральної Ради від нацменшин. 28.7.1923 заарештований в Києві. 14.9.1923 засуджений до двох років заслання в Тамбовську губернію. 28.9.1924 заарештований в Козлові Тамбовської губернії. У вересні 1926 знаходився в Саратові. В листопаді 1926 перебував у Свердловські, згодом — у Верхнеуральському і Тобольському політізоляторах. В 1927 зробив невдалу спробу добитися заміни покарання на виїзд в Палестину (виїзд було анульовано через розрив відносин СРСР і Великої Британії). З лютого 1929 по березень 1932 знаходився у засланні в селі Платбіно (Каннський округ). В березні 1932–1933 жив в засланні в Єнисейські. У 1933, отримав «мінус 12», оселився в Орлі. В 1935 просив дозволу на виїзд в Палестину, але отримав відмову. В 1937 заарештований в Орлі. 7.12.1937 засуджений Особливою нарадою місцевого Управління НКВС Орла до вищої міри покарання. Страчений.